# Aye Aye Than
Aye Aye Than (* 13. Mai 1988) ist eine myanmarische Leichtathletin, die sich auf den Mittelstreckenlauf spezialisiert hat.

## Sportliche Laufbahn
Erste Erfahrungen bei internationalen Meisterschaften sammelte Aye Aye Than im Jahr 2009, als sie bei den Südostasienspielen in Vientiane in 3:43,29 min die Silbermedaille mit der myanmarischen 4-mal-400-Meter-Staffel hinter dem Team aus Thailand gewann. Im Jahr darauf nahm sie an den Asienspielen in Guangzhou teil und schied dort im 800-Meter-Lauf mit 2:12,82 min in der ersten Runde aus und belegte mit der Staffel in 3:55,24 min den sechsten Platz. 2011 belegte sie bei den Südostasienspielen in Palembang in 2:10,84 min den vierten Platz über 800 m und erreichte in 4:39,48 min Rang sechs im 1500-Meter-Lauf. Zudem gelangte sie im Staffelbewerb mit 3:45,46 min auf Rang vier. 2013 wurde sie bei den Südostasienspielen im heimischen Naypyidaw in 56,97 s Sechste im 400-Meter-Lauf und gewann mit der 4-mal-400-Meter-Staffel in 3:42,88 min die Bronzemedaille hinter den Teams aus Thailand und Vietnam. Zudem wurde sie in der 4-mal-100-Meter-Staffel in 47,82 s Vierte. Nach einer fünfjährigen Wettkampfpause konzentriert sich Aya Aya Than vermehrt auf den Langstreckenlauf und 2023 belegte sie bei den Südostasienspielen in Phnom Penh in 36:02,54 min den vierten Platz im 10.000-Meter-Lauf.
2009 wurde Aye Aye Than myanmarische Meisterin im 400-Meter-Lauf.

## Persönliche Bestleistungen
- 400 Meter: 55,4 s, 9. Februar 2010 in Rangun
- 800 Meter: 2:09,2 min, 9. Februar 2010 in Rangun
- 1500 Meter: 4:39,48 min, 12. November 2011 in Palembang
- 5000 Meter: 17:56,10 min, 14. Februar 2020 in Naypyidaw
- 10.000 Meter: 36;02,54 min, 12. Mai 2023 in Phnom Penh